# 裴成敏
裴成敏（1963年10月—），江苏泗洪人，广东农垦通什师范学校和中共中央党校毕业，中华人民共和国政治人物，原中国共产党文昌市委员会书记。

## 生平
1963年10月，裴成敏出生在江苏省泗洪县。1975年，裴成敏在海南的伯父将他带到海南读书。1981年，裴成敏考入广东农垦通什师范学校数学系，1983年毕业后在海南省国营南方农场中学当教师。1984年加入中国共产党。1984年7月转入国营南方农场，先后出任团委副书记、团委书记。1986年6月调任海南省琼中县委秘书。1988年1月回到国营南方农场，历任办公室主任、党委副书记、党委书记、副场长、场长。1998年10月转任海南国营乌石农场场长、党委副书记、代书记。2000年9月出任海南省农垦总局（总公司）副局长（副总经理）、党委委员。2001年3月升任琼山市委书记。次年11月调任海口市委常委，2003年10月兼任市委秘书长，2007年1月出任海口市委副书记。2007年12月调任文昌市委书记。裴成敏在任期间，用自己的班底组建了机构，架空了市长，每次开会的口头禅是“这个工程交给某某同志全权负责就行了，市长你就不用管了。”2015年1月出任海南省人防办党组书记、主任。2018年10月出任海南省委军民融合发展委员会办公室副主任。

### 落马
2017年8月10日至9月10日，中央第四环境保护督察组对海南省开展了环境保护督察工作，给予裴成敏“政务警告”处分。
2020年4月8日，裴成敏涉嫌“严重违纪违法”，接受海南省纪委监委纪律审查和监察调查。此前，裴成敏的前任文昌市委书记谢明中已经于2007年12月落马。9月30日，裴成敏遭到开除党籍、开除公职处分。10月29日，海南省人民检察院对裴成敏作出逮捕。11月20日，海南省人民检察院第一分院向海南省第一中级人民法院提起公诉。12月17日，海南省第一中级人民法院依法公开开庭审理了裴成敏受贿案，经调查，2007年至2019年，裴成敏利用担任文昌市委书记职务上的便利，为李某毅、付某涛等8人在工程项目承揽、建设用地规划指标调整、职务晋升等方面谋取利益，收受和约定收受他人贿赂共计人民币4000余万元。
2020年12月，海南省第一中級人民法院一審以裴成敏犯受賄罪，判處其有期徒刑14年，並處罰金人民幣300萬元。裴成敏不服，提起上訴。2021年4月，海南省高級人民法院裁定駁回上訴，維持原判。

## 家族
裴成敏升职后，三弟裴某家辞去公职，充当裴家“白手套”，是裴成敏权钱交易的“中间人”，裴成敏的四弟裴某铖给私人老板承揽工程并收受贿赂，最终被开除党籍和公职。裴氏四兄弟有三人涉受贿案均落马。